# Tè turco

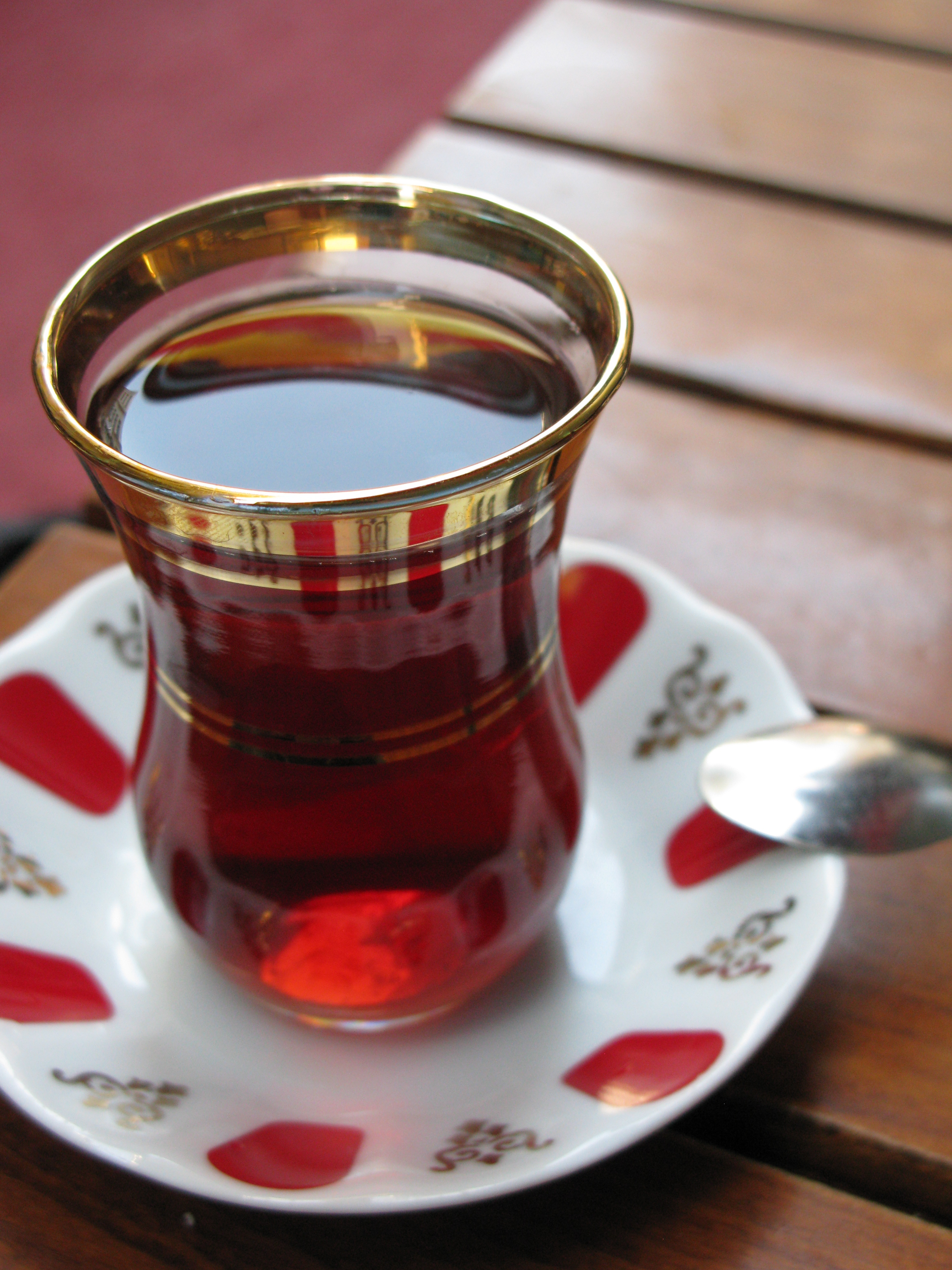
Tè turco servito nel classico bicchiere.

Il tè (in lingua turca çay) è la bevanda calda più diffusa in Turchia e tra i turchi della diaspora. La cultura del tè turco si estende alla zona nord di Cipro e ad alcuni paesi dei Balcani come l'Albania.

## Produzione
La maggior parte del tè prodotto in Turchia è il tè di Rize, una varietà prodotta nella provincia di Rize, sulla costa orientale del mar Nero, dove c'è un clima mite con precipitazioni elevate e terreno fertile. Questo tè è di solito lavorato come tè nero.
Nel 2004 la Turchia produsse 205.500 tonnellate di tè (6,4% della produzione mondiale), facendo di essa uno dei più grandi mercati al mondo, con 120.000 tonnellate consumate all'interno del paese e il resto destinato all'esportazione. Inoltre, nel 2004, la Turchia ha avuto il più alto consumo pro capite di tè in tutto il mondo, con 2,5 kg seguita dal Regno Unito (2,1 kg). Il tè in Turchia viene prodotto quasi esclusivamente nella provincia di Rize.

## Preparazione

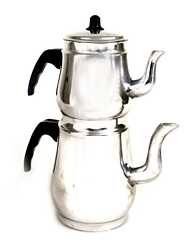
Teiera turca çaydanlık in alluminio.

Il tè turco viene normalmente preparato utilizzando due bollitori impilati, chiamati çaydanlık, appositamente progettati per la preparazione del tè. L'acqua viene portata ad ebollizione nella caldaia più ampia inferiore e una parte dell'acqua contenuta viene utilizzata per riempire il bollitore più piccolo sulla parte superiore, passando rapidamente (infusione) attraverso diversi cucchiai di foglie di tè sfuso, producendo un tè molto forte. Una volta servito, l'acqua rimanente viene usata per diluire il tè secondo il proprio gusto, dando così la possibilità ai consumatori di scegliere tra tè nero (koyu), sangue di coniglio (tavşan kanı) e leggero (açık). Il tè viene servito in piccoli bicchieri (ince belli, letteralmente fianchi stretti) di vetro per gustarlo caldo oltre a godere del suo colore, con cubetti di zucchero di barbabietola e senza latte.

## Storia

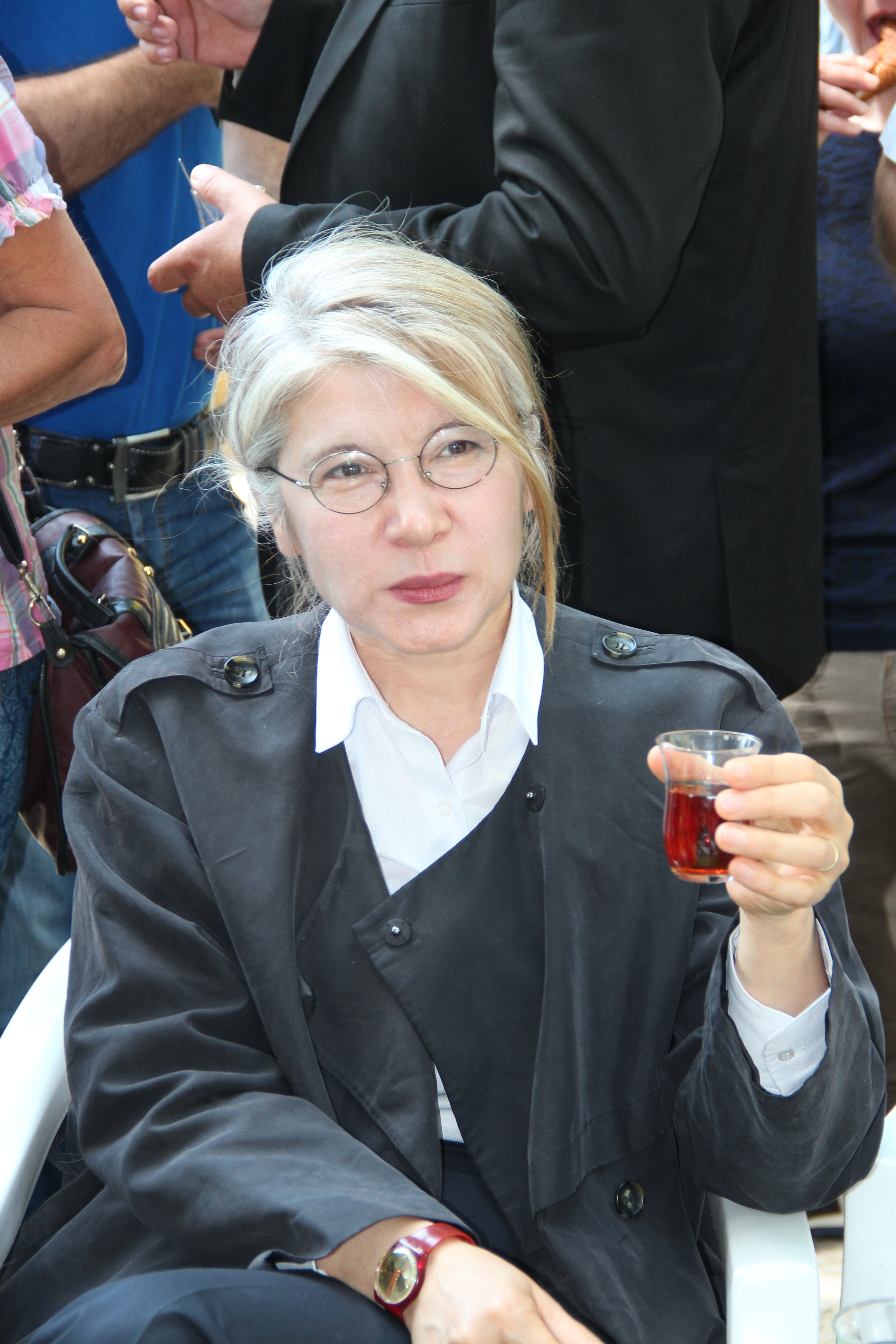
L'ex parlamentare turca Emine Ülker Tarhan mentre gusta un tè turco.

Il tè è un elemento importante della cultura turca, ed è la bevanda calda più comunemente consumata, nonostante la lunga storia del paese nel consumo di caffè. Servire il tè agli ospiti è parte dell'ospitalità turca. Il tè è più spesso consumato nelle famiglie, nei negozi e nei kıraathane, incontri sociali degli uomini. Nonostante la sua popolarità, il tè è diventato la bevanda nazionale in Turchia soltanto nel XX secolo. Inizialmente venne incoraggiato come alternativa al caffè, che era diventato costoso e a volte non disponibile nel periodo successivo alla prima guerra mondiale. Con la perdita dei territori del sud-est, dopo la caduta dell'Impero ottomano, il caffè divenne una merce d'importazione molto costosa. Sotto la spinta del fondatore della repubblica turca, Atatürk, la gente iniziò a consumare più tè in quanto prodotto in patria. Il tè turco è tradizionalmente offerto in piccoli bicchieri a forma di tulipano che abitualmente si tengono dal bordo, al fine di non scottarsi le dita in quanto la bevanda viene servita bollente.

## Dolci serviti con il tè
Il più delle volte, il tè viene servito con biscotti salati o dolci chiamati kurabiye. Il baklava viene tradizionalmente servito con la limonata, non con il tè, poiché la limonata bilancia la dolcezza eccessiva del baklava.